# Diffusion Compton inverse non linéaire

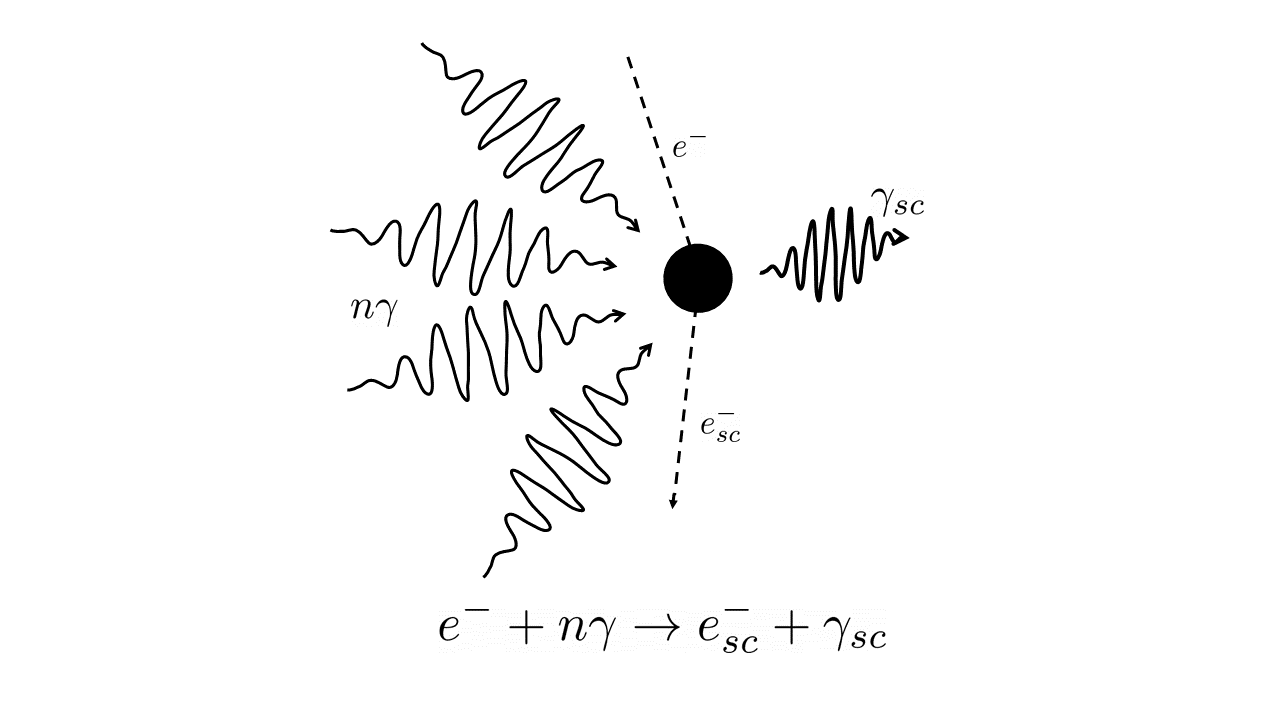
Schéma décrivant la diffusion Compton inverse non linéaire.

La diffusion Compton inverse non linéaire (en anglais : Non-linear inverse Compton scattering, ou NICS), également connue sous le nom de diffusion Compton non linéaire ou de diffusion Compton multiphotonique, est la diffusion de plusieurs photons de faible énergie, fournis par un champ électromagnétique intense, en un seul photon d'énergie plus élevée (rayon X ou rayon gamma) au cours de l'interaction avec une particule chargée (un électron dans la plupart des cas). Ce processus est une variante inversée de la diffusion Compton puisque, contrairement à cette dernière, la particule chargée transfère une partie de son énergie au photon issu de l'interaction au lieu de recevoir de l'énergie d'un photon entrant,. De plus, contrairement à la diffusion Compton, ce processus est explicitement non linéaire car les conditions d'absorption multiphotonique par la particule chargée sont atteintes en présence d'un champ électromagnétique très intense, par exemple celui produit par des lasers de haute intensité,.
La diffusion Compton inverse non linéaire est un processus de diffusion appartenant à la catégorie des phénomènes d'interaction entre la lumière et la matière. L'absorption de plusieurs photons d'un champ électromagnétique intense par une particule chargée provoque l'émission conséquente d'un rayon X ou d'un rayon gamma d'une énergie comparable ou supérieure à l'énergie au repos de la particule chargée.
Le potentiel vectoriel normalisé {\displaystyle {{\vec {a_{0}}}=e{\vec {A}}/(m_{e}c^{2})}} aide à isoler le régime dans lequel se produit la diffusion Compton inverse non linéaire ({\displaystyle e} est la charge de l'électron, {\displaystyle m_{e}} sa masse, {\displaystyle c} la vitesse de la lumière et {\displaystyle {\vec {A}}} le potentiel vectoriel). Si {\displaystyle \|{\vec {a_{0}}}\|\ll 1}, le phénomène d'émission peut être réduit à la diffusion d'un photon unique par un électron, ce qui est le cas de la diffusion Compton inverse. Tandis que, si {\displaystyle \|{\vec {a_{0}}}\|\gg 1}, les amplitudes de probabilité d'émission ont des dépendances non linéaires sur le champ. Pour cette raison, dans la description de la diffusion Compton inverse non linéaire, {\displaystyle \|{\vec {a_{0}}}\|} est appelé le paramètre de non-linéarité classique,.

## Histoire
La théorie du processus physique de la diffusion Compton inverse non linéaire a été introduit dans plusieurs articles scientifiques à partir de 1964. Auparavant, certains travaux fondateurs avaient vu le jour, traitant de la description de la limite classique des diffusions Compton inverses non linéaires, appelée diffusion de Thomson non linéaire ou diffusion de Thomson multiphotonique,. En 1964, plusieurs articles avaient été publiés sur le thème de la diffusion des électrons dans des champs électromagnétiques intenses,,,,,. Le développement des systèmes laser de haute intensité nécessaires à l'étude du phénomène a motivé les progrès constant dans les études théoriques et expérimentales des diffusions Compton inverses non linéaires. À cette époque des toutes premières études théoriques, les termes de diffusion Compton (inverse) non linéaire et de diffusion Compton multiphotonique n'étaient pas encore utilisés et ils ont progressivement émergé dans des travaux ultérieurs. Le cas de la diffusion d'un électron par des photons de haute énergie dans le champ d'une onde plane de fond monochromatique avec une polarisation circulaire ou linéaire était l'un des sujets les plus étudiés dans un premier temps,,. Ensuite, certains groupes ont commencé à étudier un scénario de diffusion Compton inverse non linéaire plus compliqué, en considérant des champs électromagnétiques complexes d'extension spatiale et temporelle finie, typiques des impulsions laser,.
L'avènement des techniques d'amplification laser, et en particulier celle de l'amplification par dérive de fréquence (en anglais : chirped pulse amplification, ou CPA), a permis d'atteindre des intensités laser suffisantes pour étudier de nouveaux régimes d'interaction lumière-matière et pour observer de manière significative la diffusion Compton inverse non linéaire et ses effets particuliers. Auparavant, la diffusion de Thomson non linéaire avait été observée pour la première fois en 1983, avec un faisceau d'électrons de 1 keV entrant en collision avec un laser Nd-YAG à commutation Q, délivrant une intensité de 1,7 × 1014 W cm−2 ({\displaystyle a_{0}=}0,01) et produisant des photons de fréquence deux fois supérieure à celle du laser. Elle avait à nouveau été produite en 1995, avec un laser CPA d'intensité maximale d'environ W × 1018 en interaction avec du gaz néon, ainsi qu'en 1998 avec l'interaction d'un laser Nd-YAG à mode verrouillé (4,4 × 1018 W cm−2, {\displaystyle a_{0}=} 1,88) avec les électrons d'un plasma provenant d'un jet d'hélium gazeux et produisant de multiples harmoniques de la fréquence laser. C'est en 1996 que la diffusion Compton inverse non linéaire a été détecté pour la première fois, lors d'une expérience pionnière au Laboratoire national des accélérateurs SLAC de l'Université de Stanford, aux États-Unis. Dans cette expérience, la collision d'un faisceau d'électrons ultrarelativistes, d'une énergie d'environ 46,6 GeV, avec un laser Nd-verre d'une intensité de W × 1018 ({\displaystyle a_{0}=}0,8, {\displaystyle \chi =}0,3), produisait des photons qui ont été observés indirectement via un décalage d'énergie non linéaire dans le spectre des électrons de sortie. Une production conséquente de positrons a également été observée lors de cette expérience,.
De multiples expériences ont ensuite été réalisées en faisant se croiser une impulsion laser de haute énergie avec un faisceau d'électrons relativiste provenant d'un accélérateur linéaire classique. Mais une nouvelle avancée dans l'étude de la diffusion Compton inverse non linéaire a été obtenue avec la réalisation de configurations entièrement basées sur l'optique. Dans ces expériences, c'est une impulsion laser qui était responsable à la fois de l'accélération des électrons, à travers les mécanismes d'accélération d'un plasma, et de la diffusion Compton inverse non linéaire, se produisant au cours de l'interaction des électrons accélérés avec une impulsion laser (éventuellement en se propageant à contre-courant par rapport aux électrons). L'une des premières expériences de ce type a été réalisée en 2006, produisant des photons d'énergie entre 0,4 et 2 keV, avec un faisceau laser Ti-Sa (2 × 1019 W cm−2),. Les recherches sont toujours actives dans ce domaine, comme en témoignent de nombreuses publications théoriques et expérimentales,,,,.

## Limite classique
La limite classique de la diffusion Compton inverse non linéaire, que l'on appelle également diffusion de Thomson non linéaire, ou encore diffusion de Thomson multiphotonique, est un cas particulier du rayonnement synchrotron produit par la force qu'exerce un champ électrique ou un champ magnétique intense sur une particule chargée. En pratique, une charge en mouvement émet un rayonnement électromagnétique lorsqu'elle subit une force de Lorentz induite par la présence de ces champs électromagnétiques. Le calcul du spectre émis dans le cas classique est basé sur la solution de l'équation de Lorentz pour la particule et sur la substitution de la trajectoire de la particule correspondante dans les champs de Liénard-Wiechert. Dans ce qui suit, les particules chargées considérées sont des électrons, et on utilise les unités gaussiennes.
La composante de la force de Lorentz perpendiculaire à la vitesse de la particule est responsable de l'accélération radiale locale et donc de la partie pertinente de l'émission du rayonnement synchrotron par un électron relativiste de charge {\displaystyle e}, de masse {\displaystyle m} et la vitesse {\displaystyle {\vec {v}}}. Considérons le cas simple d'une trajectoire circulaire locale pour une particule relativiste et supposons une force relativiste centripète égale à l'amplitude de la force de Lorentz perpendiculaire agissant sur la particule :{\displaystyle \gamma {\frac {mv^{2}}{\rho }}=e{\sqrt {\left({\vec {E}}+{\frac {\vec {v}}{c}}\times {\vec {B}}\right)^{2}-\left({\frac {{\vec {E}}\cdot {\vec {v}}}{v}}\right)^{2}}}.}Dans cette équation, {\displaystyle {\vec {E}}} et {\displaystyle {\vec {B}}} sont les champs électriques et magnétiques respectivement, {\displaystyle v} est le module de la vitesse {\displaystyle {\vec {v}}} des électrons, {\displaystyle \rho } est le rayon de courbure, et {\displaystyle \gamma } est le facteur de Lorentz {\displaystyle \left(1-v^{2}/c^{2}\right)^{-1/2}}. Cette équation définit une dépendance simple entre le rayon de courbure locale, la vitesse de la particule et les champs électromagnétiques ressentis par la particule. Puisque le mouvement de la particule est relativiste, la vitesse {\displaystyle v} peut être remplacée par la vitesse de la lumière {\displaystyle c}, de sorte que l'expression de {\displaystyle \rho } se simplifie. Étant donné une expression de {\displaystyle \rho }, il est possible de décrire approximativement la limite classique de la diffusion Compton inverse non linéaire. Ainsi, la distribution de puissance en fréquence de la diffusion Thomson non linéaire par une particule chargée relativiste peut être considérée comme équivalente au cas plus général de l'émission synchrotron, avec les principaux paramètres rendus explicitement dépendants de la vitesse des particules et des champs électromagnétiques.

## Paramètre quantique de l'électron
Si on augmente l'intensité du champ électromagnétique et la vitesse des particules, l'émission de photons ayant une énergie comparable à celle des électrons devient plus probable, et la diffusion Compton inverse non linéaire commence à différer progressivement de la limite classique en raison d'effets quantiques tels que le recul des photons,. Le paramètre quantique de l'électron {\displaystyle \chi } est un paramètre sans dimension qui peut être introduit pour décrire dans quelle mesure la condition physique se situe par rapport à la limite classique et dans quelle mesure les effets non linéaires et quantiques sont importants,. Dans la littérature scientifique, {\displaystyle \chi } est parfois appelé {\displaystyle \eta }. Ce paramètre est donné par :

| {\displaystyle \chi ={\frac {\gamma }{E_{s}}}{\sqrt {\left({\vec {E}}+{\frac {\vec {v}}{c}}\times {\vec {B}}\right)^{2}-\left({\frac {{\vec {E}}\cdot {\vec {v}}}{v}}\right)^{2}}},} | \| \| \| \| \| \| \| \| | (1) |
| |                         |     |
| |                         |     |
où l'expression {\displaystyle E_{s}=m^{2}c^{3}/(\hbar e)\simeq } 1,3 × 1018 V m−1 représente la limite de Schwinger, qui est un champ critique capable de produire sur les électrons un travail d'une valeur de {\displaystyle mc^{2}} sur une distance équivalente à la longueur d'onde de Compton réduite {\displaystyle \hbar /(mc)}, où {\displaystyle \hbar } est la constante de Planck réduite,. La présence d'un champ aussi fort implique l'instabilité du vide et il est nécessaire d'explorer les effets non linéaires de l'électrodynamique quantique, tels que la création de paires de particules à partir du vide,. La limite de Schwinger correspond à une intensité de près de W × 1029. Par conséquent, {\displaystyle \chi } représente le travail, exprimé en unités de {\displaystyle mc^{2}}, effectué par le champ sur une longueur d'onde de Compton réduite. D'une certaine manière, {\displaystyle \chi } mesure l'importance des effets quantiques non linéaires, puisqu'il compare l'intensité du champ dans le référentiel de l'électron avec celle du champ critique,,. Les effets quantiques non linéaires, tels que la création d'une paire électron-positon dans le vide, se produisent au-dessus de la limite de Schwinger {\displaystyle E_{s}}. Cependant, il est également possible d'observer les effets quantiques bien en dessous de cette limite. C'est le cas pour les particules ultrarelativistes, ayant un facteur de Lorentz égal à {\displaystyle E_{s}/|\mathbf {E} |}, qui voient des champs de l'ordre de {\displaystyle E_{s}} dans leur propre référentiel. Le paramètre quantique de l'électron {\displaystyle \chi } est également appelé paramètre quantique non linéaire puisqu'il s'agit d'une mesure de l'amplitude des effets quantiques non linéaires. Le paramètre quantique de l'électron est lié à l'amplitude du quadrivecteur force de Lorentz agissant sur la particule en raison du champ électromagnétique. C'est un invariant de Lorentz:
{\displaystyle \chi ={\dfrac {e\hbar }{m^{3}c^{4}}}|F_{\alpha \beta }p^{\alpha }|.}Le quadrivecteur force agissant sur la particule est égale à la dérivée du quadrivecteur impulsion-énergie par rapport au temps propre. En utilisant ce fait dans la limite classique, la puissance rayonnée selon la généralisation relativiste de la formule de Larmor devient :{\displaystyle P={\dfrac {2}{3}}{\dfrac {e^{2}m^{2}c^{3}}{\hbar ^{2}}}\chi ^{2}.}Par conséquent, l'émission est améliorée par une augmentation de la valeur de {\displaystyle \chi }. Certaines considérations peuvent donc être faites sur les conditions d'une émission prolifique, en évaluant plus en détail la définition (1) de {\displaystyle \chi }. Ce dernier augmente avec l'énergie de l'électron (proportionnalité directe avec {\displaystyle \gamma }) et il est plus grand lorsque la force exercée par le champ perpendiculairement à la vitesse des particules augmente.

### Cas des ondes planes
En considérant une onde plane, le paramètre quantique de l'électron peut être réécrit en utilisant la relation suivante entre les champs électriques et magnétiques :{\displaystyle {\vec {B}}={\dfrac {{\vec {k}}\times {\vec {E}}}{k}},}où {\displaystyle {\vec {k}}} est le vecteur d'onde de l'onde plane et {\displaystyle k} son amplitude. En insérant cette expression dans l'expression de {\displaystyle \chi }, il vient :{\displaystyle \chi ={\dfrac {\gamma }{E_{s}}}{\sqrt {\left({\vec {E}}+{\dfrac {({\vec {E}}\cdot {\vec {v}})}{c}}{\dfrac {\vec {k}}{k}}-{\dfrac {({\vec {v}}\cdot {\vec {k}})}{kc}}{\vec {E}}\right)^{2}-\left({\dfrac {{\vec {E}}\cdot {\vec {v}}}{c}}\right)^{2}}},}où l'identité vectorielle {\displaystyle {\vec {A}}\times ({\vec {B}}\times {\vec {C}})=({\vec {A}}\cdot {\vec {C}}){\vec {B}}-({\vec {A}}\cdot {\vec {B}}){\vec {C}}} a été utilisé. En développant cette expression, il vient :{\displaystyle \chi ={\dfrac {\gamma }{E_{s}}}{\sqrt {\left[{\vec {E}}\left(1-{\dfrac {{\vec {v}}\cdot {\vec {k}}}{kc}}\right)\right]^{2}-2\left(1-{\dfrac {{\vec {v}}\cdot {\vec {k}}}{kc}}\right)\left({\dfrac {{\vec {E}}\cdot {\vec {v}}}{kc}}\right){\vec {k}}\cdot {\vec {E}}+\left({\dfrac {({\vec {E}}\cdot {\vec {v}})}{c}}{\dfrac {\vec {k}}{k}}\right)^{2}-\left({\dfrac {{\vec {E}}\cdot {\vec {v}}}{c}}\right)^{2}}}.}Puisque {\displaystyle {\vec {k}}\cdot {\vec {E}}=0} pour une onde plane et en remarquant que les deux derniers termes sous la racine carrée se compensent, {\displaystyle \chi } se réduit à :{\displaystyle \chi ={\dfrac {\gamma |{\vec {E}}|}{E_{s}}}{\sqrt {\left(1-{\dfrac {{\vec {v}}\cdot {\vec {k}}}{kc}}\right)^{2}}}.}Dans le cas de la configuration simplifiée d'une onde plane percutant un électron, on remarque que des valeurs plus élevées du paramètre quantique de l'électron sont obtenues lorsque l'onde plane se propage à contre-courant par rapport à l'électron.

## Effets quantiques
Une description complète de la diffusion Compton inverse non linéaire se doit d'inclure certains effets liés à la quantification de la lumière et de la matière,,. Les plus importants sont listés ci-dessous.
- Inclusion de la discrétisation du rayonnement émis, c'est-à-dire introduction des photons par rapport à la description continue de la limite classique[2]. Cet effet ne modifie pas quantitativement les caractéristiques de l'émission mais modifie la façon dont le rayonnement émis est interprété[2]. Un paramètre équivalent à {\displaystyle \chi } peut être introduit pour le photon de pulsation {\displaystyle \omega }. C'est le paramètre quantique des photons, et il a pour expression[23],[5] :{\displaystyle \eta ={\dfrac {e\hbar ^{2}}{m^{3}c^{4}}}|F_{\alpha \beta }k^{\alpha }|}où {\displaystyle k^{\alpha }=(\omega /c,{\vec {k}})} est le quadrivecteur d'onde du photon, avec {\displaystyle {\vec {k}}} le vecteur d'onde tridimensionnel. Dans la limite où la particule se rapproche de la vitesse de la lumière, le rapport entre {\displaystyle \eta } et {\displaystyle \chi } est égale à :{\displaystyle \zeta ={\dfrac {\eta }{\chi }}\simeq {\dfrac {\hbar \omega }{\gamma mc^{2}}}.}À partir de la distribution des fréquences de l'énergie rayonnée, on peut obtenir un taux d'émission des photons de haute énergie distribué selon {\displaystyle \eta } en fonction de {\displaystyle \chi } et de {\displaystyle \eta } qui est valide dans la limite classique[32] :

| {\displaystyle {\dfrac {d^{2}N}{d\eta dt}}={\dfrac {1}{\zeta \hbar \chi }}{\dfrac {dP}{d\omega }}={\dfrac {\sqrt {3}}{2\pi }}{\dfrac {e^{2}mc}{\hbar ^{2}}}{\dfrac {\chi }{\gamma \eta }}F(y),\quad {\text{avec}}\quad F(y)=y\int _{y}^{\infty }K_{\frac {5}{3}}(x)dx\quad {\text{et}}\quad y={\dfrac {2\eta }{3\chi ^{2}}}} | \| \| \| \| \| \| \| \| | (2) |
| |                         |     |
| |                         |     |
Dans cette expression, {\displaystyle K_{\alpha }} représentent les fonctions de Bessel modifiées. L'énergie moyenne du photon émis est donné par {\textstyle \langle \hbar \omega \rangle =4\chi \gamma mc^{2}/(5{\sqrt {3}})}. Ainsi, un facteur de Lorentz élevé et des champs de haute intensité augmentent les chances de produire des photons de haute énergie. Cette formule montre que {\displaystyle \zeta } tend vers {\displaystyle \chi }.
- L'effet de la force de réaction au rayonnement, due au recul des photons[13],[33]. L'énergie de l'électron diminue après le processus d'interaction, car une partie est délivrée au photon émis et l'énergie maximale pouvant être atteinte par le photon émis ne peut pas être supérieure à l'énergie cinétique de l'électron. Cet effet n'est pas pris en compte dans la diffusion Thomson non linéaire dans laquelle l'énergie électronique est censée rester presque inchangée, comme dans une diffusion élastique. Les effets de la réaction au rayonnement quantique deviennent importants lorsque l’énergie des photons émis se rapproche de celle de l'électrons. puisque {\displaystyle \chi \sim \zeta \sim \hbar \omega /(\gamma mc^{2})}, si {\displaystyle \chi ,\zeta \ll 1} la limite classique de la diffusion Compton inverse non linéaire est une description valide, alors que pour {\displaystyle \chi ,\zeta \sim 1} l'énergie du photon émis est de l'ordre de celle de l'électron et le recul du photon est très important[33].
- La quantification du mouvement des électrons et les effets de spin[13],[28]. Une description précise de la diffusion Compton inverse non linéaire est faite en considérant la dynamique de l'électron décrite par l'équation de Dirac en présence d'un champ électromagnétique[1].

### Description de l'émission lorsquea0≫1{\displaystyle a_{0}\gg 1}etγ≫1{\displaystyle \gamma \gg 1}

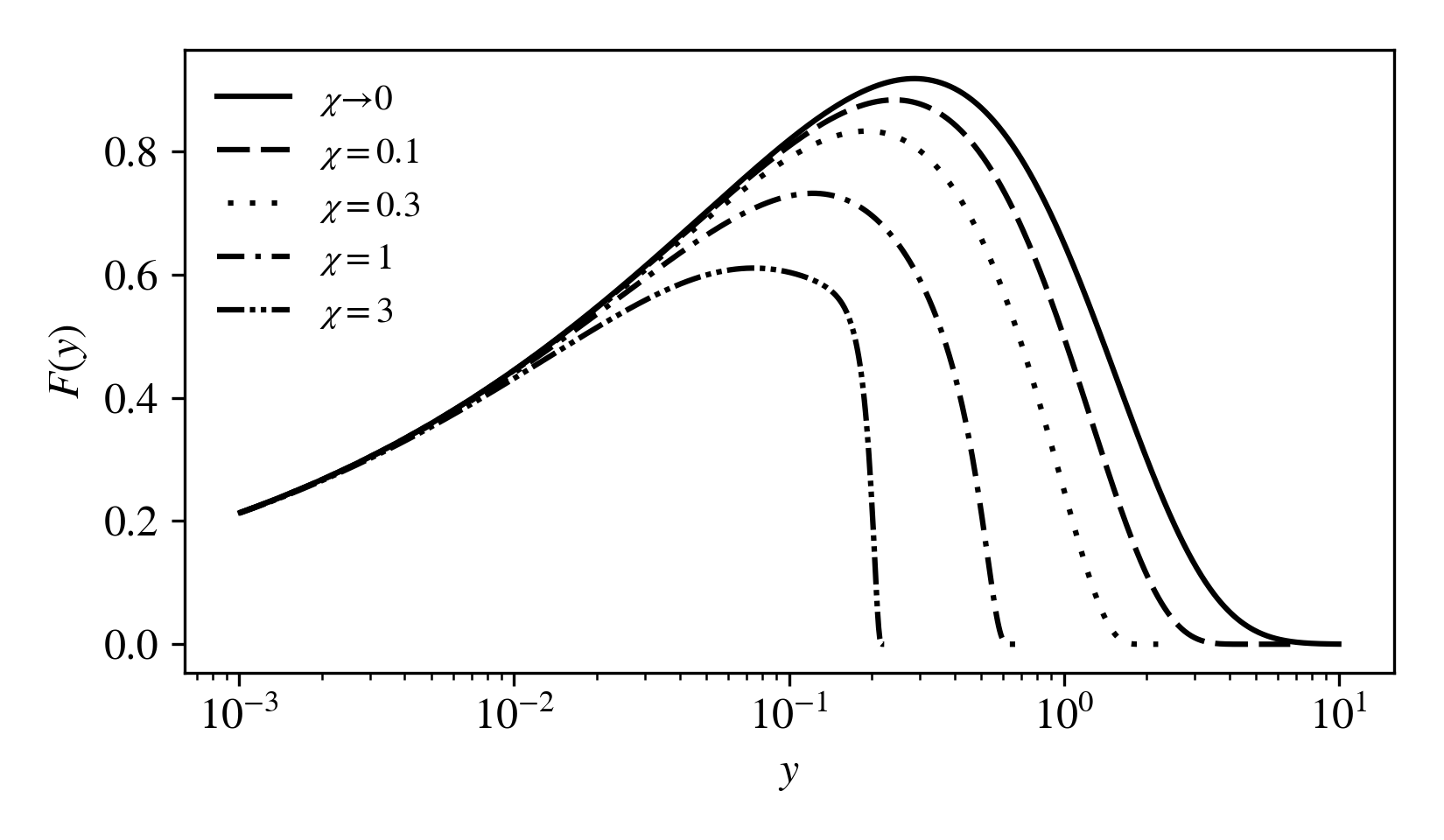
Graphiques de pour différentes valeurs du paramètre quantique de l'électron.

Lorsque le champ électromagnétique est très intense, c'est-à-dire lorsque {\displaystyle a_{0}\gg 1}, l'interaction de l'électron avec le champ est en tous points équivalente à l'interaction de l'électron avec plusieurs photons, sans qu'il soit nécessaire de quantifier explicitement le champ électromagnétique du rayonnement entrant de faible énergie. Alors que l'interaction avec le champ de rayonnement est traitée en utilisant la théorie des perturbations, la probabilité d'émission du photon est évaluée en considérant la transition entre les états de l'électron en présence du champ électromagnétique. Ce problème a été résolu principalement dans le cas où les champs électriques et magnétiques sont orthogonaux et de même amplitude (champ croisé). En particulier, le cas d'une onde électromagnétique plane a été considéré,. Puisque les champs croisés représentent une bonne approximation pour de nombreux champs existants, la solution trouvée peut être considérée comme assez générale. Dans cette approche, valable pour {\displaystyle a_{0}\gg 1} et {\displaystyle \gamma \gg 1}, le spectre de diffusion Compton inverse non linéaire est :

| {\displaystyle {\dfrac {d^{2}N}{d\eta dt}}={\dfrac {\sqrt {3}}{2\pi }}{\dfrac {q^{2}mc}{\hbar ^{2}}}{\dfrac {\chi }{\gamma \eta }}F(\chi ,\eta )\quad {\text{avec}}\quad F(\chi ,\eta )={\dfrac {\eta ^{2}}{\chi ^{2}}}yK_{\frac {2}{3}}(y)+\left(1-{\dfrac {\eta }{\chi }}\right)y\int _{y}^{\infty }K_{\frac {5}{3}}(x)dx} | \| \| \| \| \| \| \| \| | (3) |
| |                         |     |
| |                         |     |
où le paramètre {\displaystyle y}, est maintenant défini par :{\displaystyle y={\dfrac {2\eta }{3\chi (\chi -\eta )}}={\dfrac {2\zeta }{3\chi (1-\zeta )}}.}Le résultat est similaire au cas classique, à l’exception de l’expression différente de {\displaystyle F}. Lorsque {\displaystyle \chi ,\zeta \to 0} le spectre se réduit au cas classique (2). Notez que si {\displaystyle \zeta \geq 1} ({\displaystyle \eta \geq \chi } ou {\displaystyle y<0}) le spectre doit être nul car l'énergie du photon émis ne peut pas être supérieure à celle de l'électron. Plus précisément, l'énergie du photon ne peut pas être supérieure à l'énergie cinétique de l'électron {\displaystyle (\gamma -1)mc^{2}}. La puissance totale émise par rayonnement est donnée par l'intégration du spectre (3) sur toutes les valeurs de {\displaystyle \eta }. Il vient :{\displaystyle P={\dfrac {2}{3}}{\dfrac {e^{2}m^{2}c^{3}}{\hbar ^{2}}}\chi ^{2}g(\chi ),}où le résultat de l'intégration de {\displaystyle F(\chi ,\eta )} se trouve dans le facteur {\displaystyle g(\chi )} :

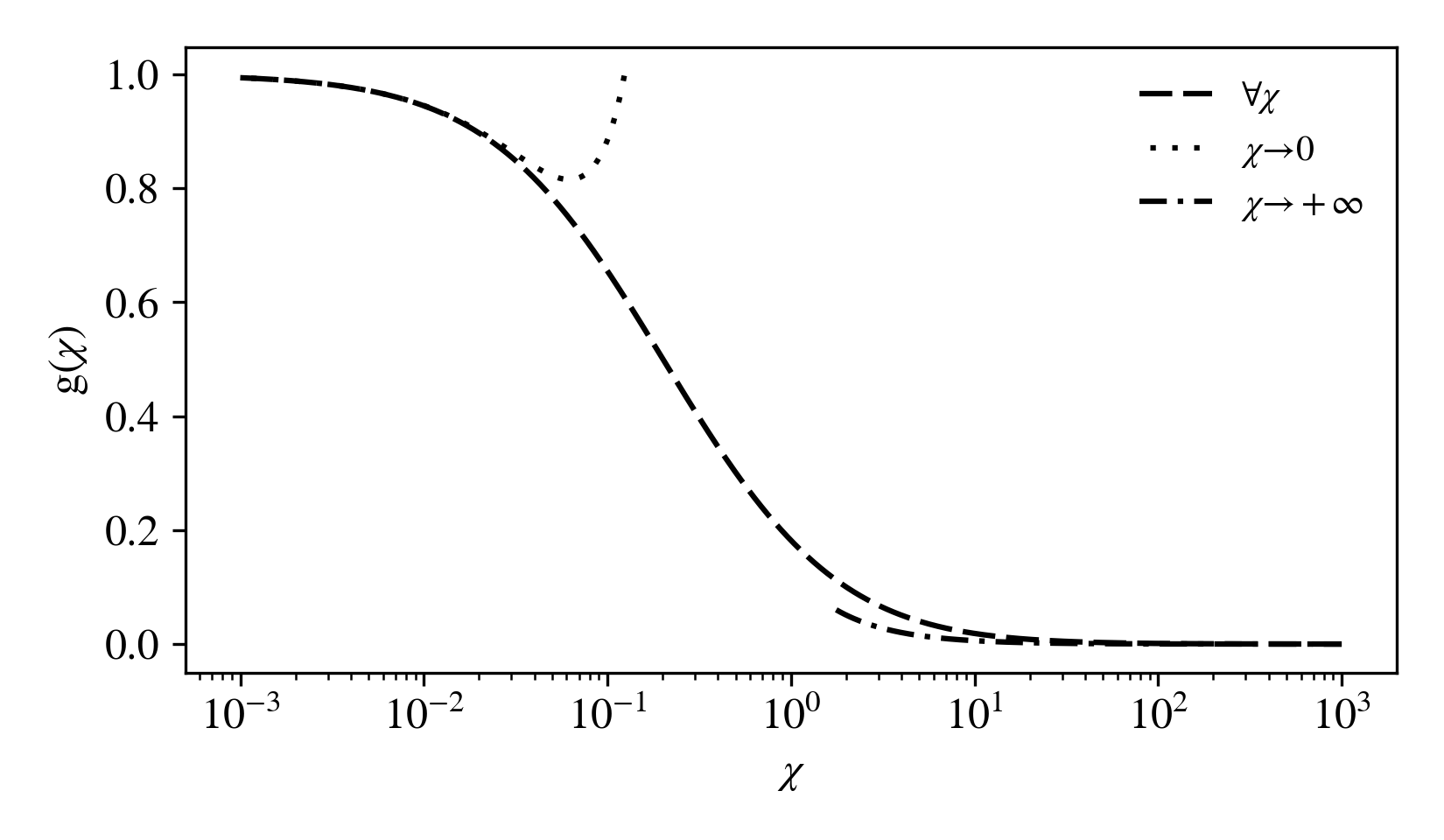
Graphe de pour l'expression complète, pour la version approchée lorsque, et dans l'approximation pour les grandes valeurs lorsque.

{\displaystyle g(\chi )={\dfrac {3{\sqrt {3}}}{2\pi \chi ^{2}}}\int _{0}^{+\infty }F(\chi ,\eta )d\eta ={\dfrac {9{\sqrt {3}}}{8\pi }}\int _{0}^{+\infty }\left[{\dfrac {2y^{2}K_{\frac {5}{3}}(y)}{(2+3\chi y)^{2}}}+{\dfrac {36\chi ^{2}y^{3}K_{\frac {2}{3}}(y)}{(2+3\chi y)^{4}}}\right]dy.}Cette expression est égale à l'expression classique lorsque {\displaystyle g(\chi )} est égal à un et peut être développée dans deux cas limites : proches de la limite classique et lorsque les effets quantiques sont prépondérants, :{\displaystyle {\begin{cases}P\approx {\dfrac {2}{3}}{\dfrac {e^{2}m^{2}c^{3}}{\hbar ^{2}}}\left(1-{\dfrac {55{\sqrt {3}}}{16}}\chi +48\chi ^{2}\right),&{\text{for }}\chi \ll 1\\P\approx 0.37{\dfrac {e^{2}m^{2}c^{3}}{\hbar ^{2}}}(3\chi )^{\frac {2}{3}},&{\text{for }}\chi \gg 1\end{cases}}}Une grandeur intéressante est le taux d’émission des photons :{\displaystyle {\dfrac {dN}{dt}}={\dfrac {\sqrt {3}}{2\pi }}{\dfrac {q^{2}mc}{\hbar ^{2}}}{\dfrac {\chi }{\gamma }}\int _{0}^{\chi }{\dfrac {F(\chi ,\eta )}{\eta }}d\eta ,}où il est explicitement indiqué que l'intégration se limite à la condition qu'aucun photon ne peut être émis lorsque {\displaystyle \eta \geq \chi }. Ce taux d'émission dépend explicitement du paramètre quantique de l'électron et du facteur de Lorentz pour l'électron.

## Applications
La diffusion Compton inverse non linéaire est un phénomène intéressant pour toutes les applications nécessitant des photons de haute énergie puisqu'elle permet de produire des photons d'une énergie supérieur ou égale à {\displaystyle mc^{2}}. Dans le cas des électrons, cela signifie qu'il est possible de produire des photons ayant des énergies de l'ordre du MeV qui peuvent par conséquent déclencher d'autres phénomènes tels que la création de paires, la diffusion Compton, ainsi que des réactions nucléaires,,.
Dans le cadre de l'accélération laser-plasma, des électrons relativistes et des impulsions laser de ultra-haute intensité peuvent être générés, créant des conditions favorables pour l'observation et l'exploitation de la diffusion Compton inverse non linéaire avec production de photons de haute énergie, pour le diagnostic du mouvement des électrons et pour sonder les effets quantiques non linéaires de l'électrodynamique quantique. Pour cette raison, plusieurs outils de calcul numériques ont été introduits pour étudier la diffusion Compton inverse non linéaire. Par exemple, des algorithmes de type particule-in-cell pour l'étude de l'accélération laser-plasma ont été développés avec la capacité de simuler la diffusion Compton inverse non linéaire en utilisant des méthodes de Monte Carlo. Ces outils permettent d'explorer les différents régimes de la diffusion Compton inverse non linéaire dans le cadres de l'interaction laser-plasma,,.

## Voir également
- Diffusion Compton
- Rayonnement synchrotron
- Processus Breit-Wheeler
- Électrodynamique quantique
- Laser